# Девичий виноград триостренный
Де́вичий виногра́д трио́стренный, или Девичий виноград плющеви́дный (лат. Parthenocíssus tricuspidáta) — вид древовидных лиан из рода Девичий виноград семейства Виноградовые.

## Ботаническое описание
Дальневосточная лиана до 15—20 метров длиной.
Листья 10—20 см длиной с крупными грубыми зубцами, тёмно-зелёные, сверху блестящие. Продолжительность вегетационного периода составляет около 157 дней (от 12 мая до 15 октября).
У растения на концах усиков имеются дисковидные расширения, при помощи которых оно прикрепляется к коре деревьев и скалам.
Цветение — с середины июня до начала июля.
Плоды — синевато-чёрные ягоды, 6—8 мм в диаметре, с 1—2 семенами.

## Распространение и экология
Ареал — Китай (Аньхой, Фуцзянь, Хэбэй, Хэнань, Цзилинь, Ляонин, Шаньдун), Япония (Хоккайдо, Хонсю, Кюсю, Сикоку), Корея, Тайвань.
В России этот вид естественно произрастает на юге Приморского края.
Произрастает на отвесных скалах и обрывах морского берега. Дымо- и газоустойчив.
Интродуцирован во многих странах мира.

## Значение и применение
В лечебных целях применяется в китайской народной медицине.
Имеются декоративные садовые формы. В культуре с 1862 года.

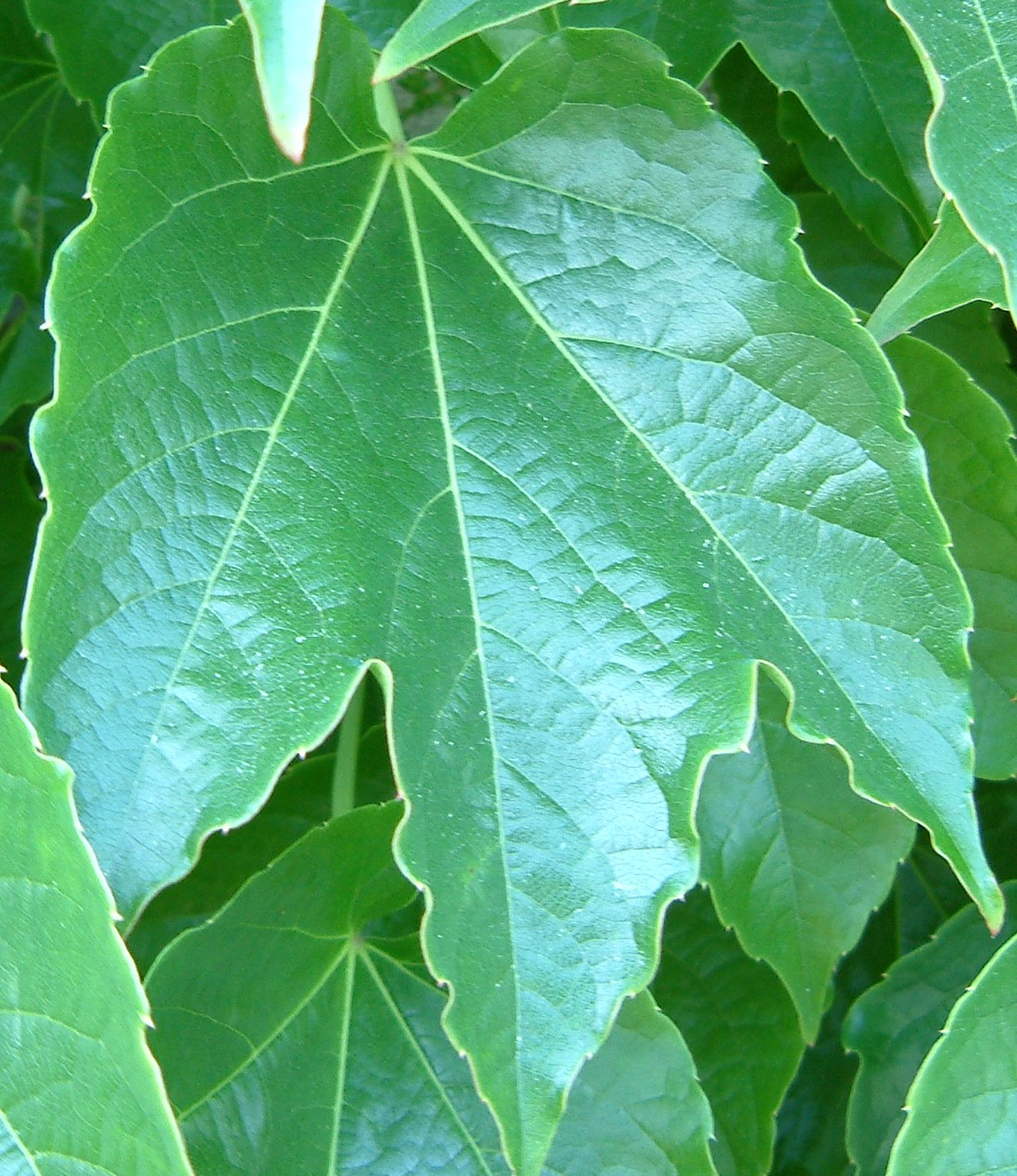
Лист
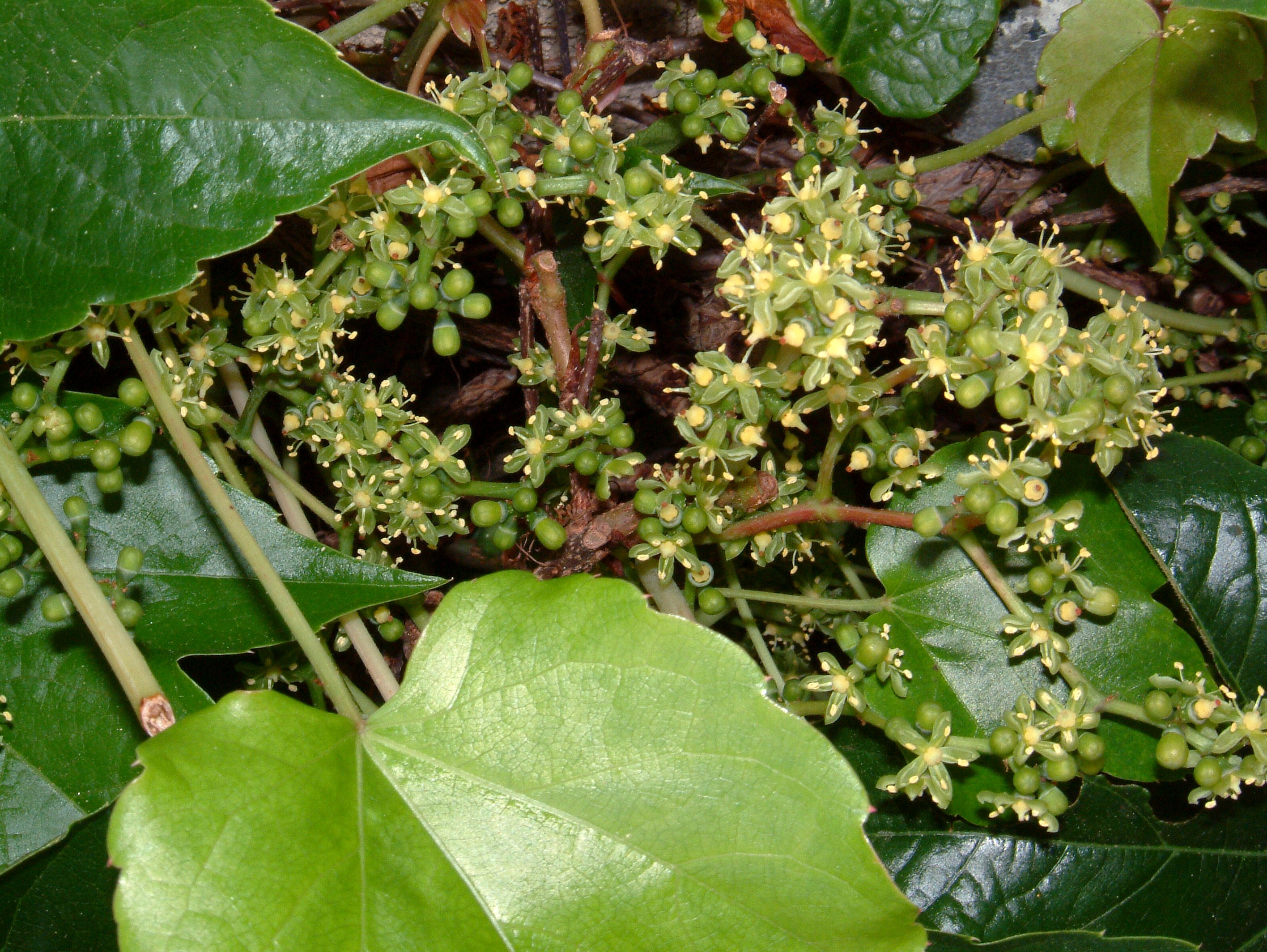
Цветки
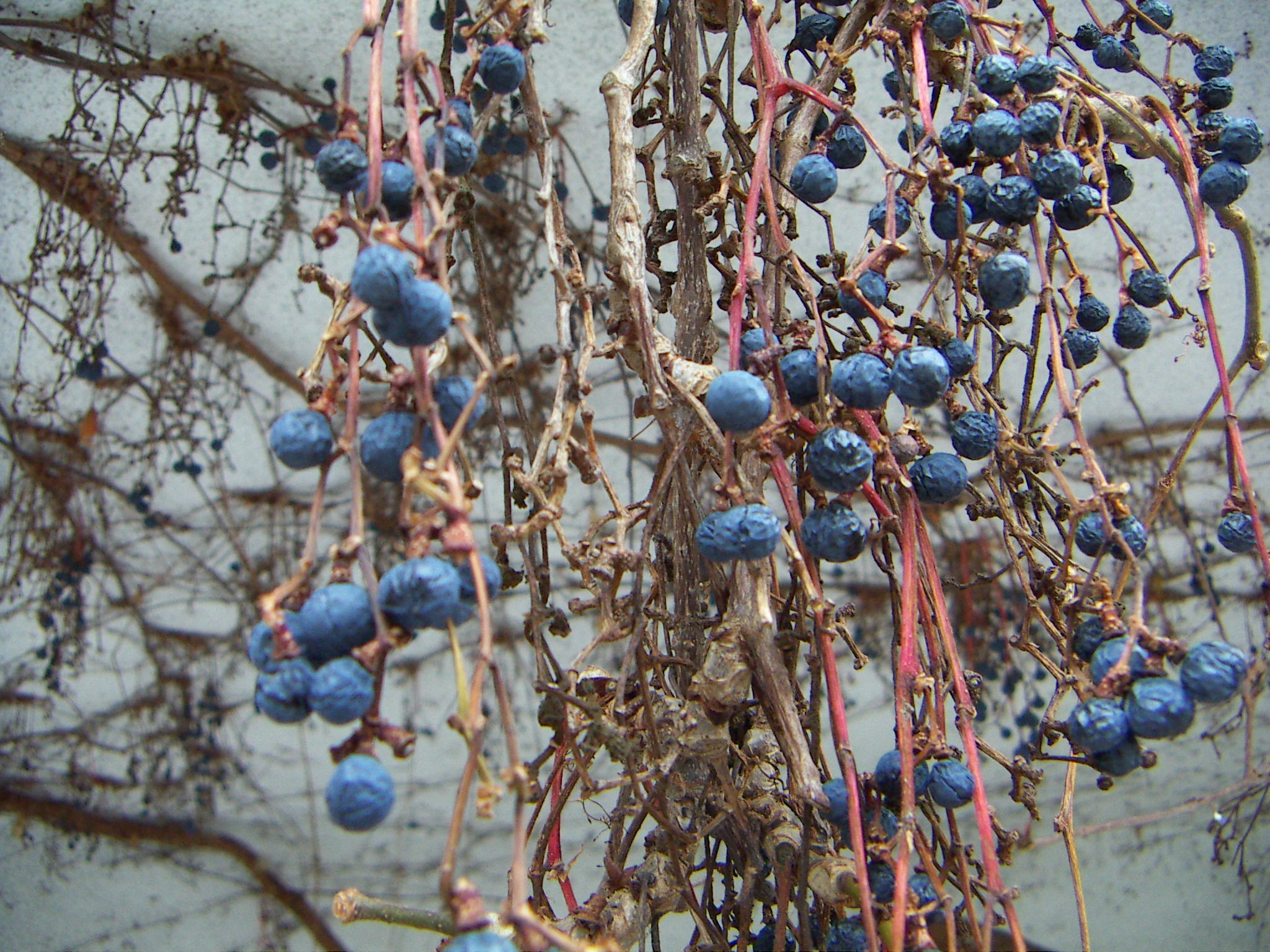
Плоды
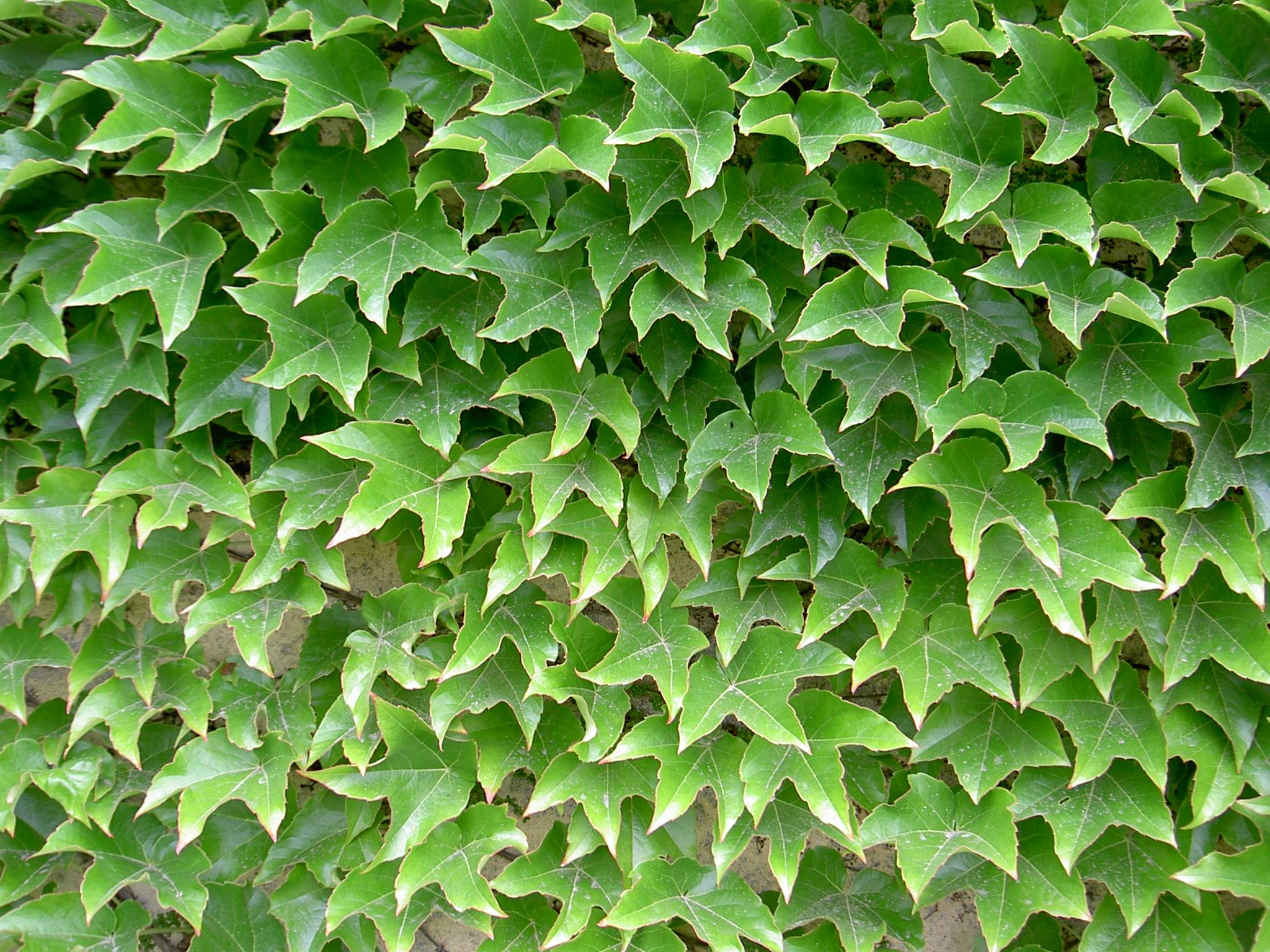
Листва летом
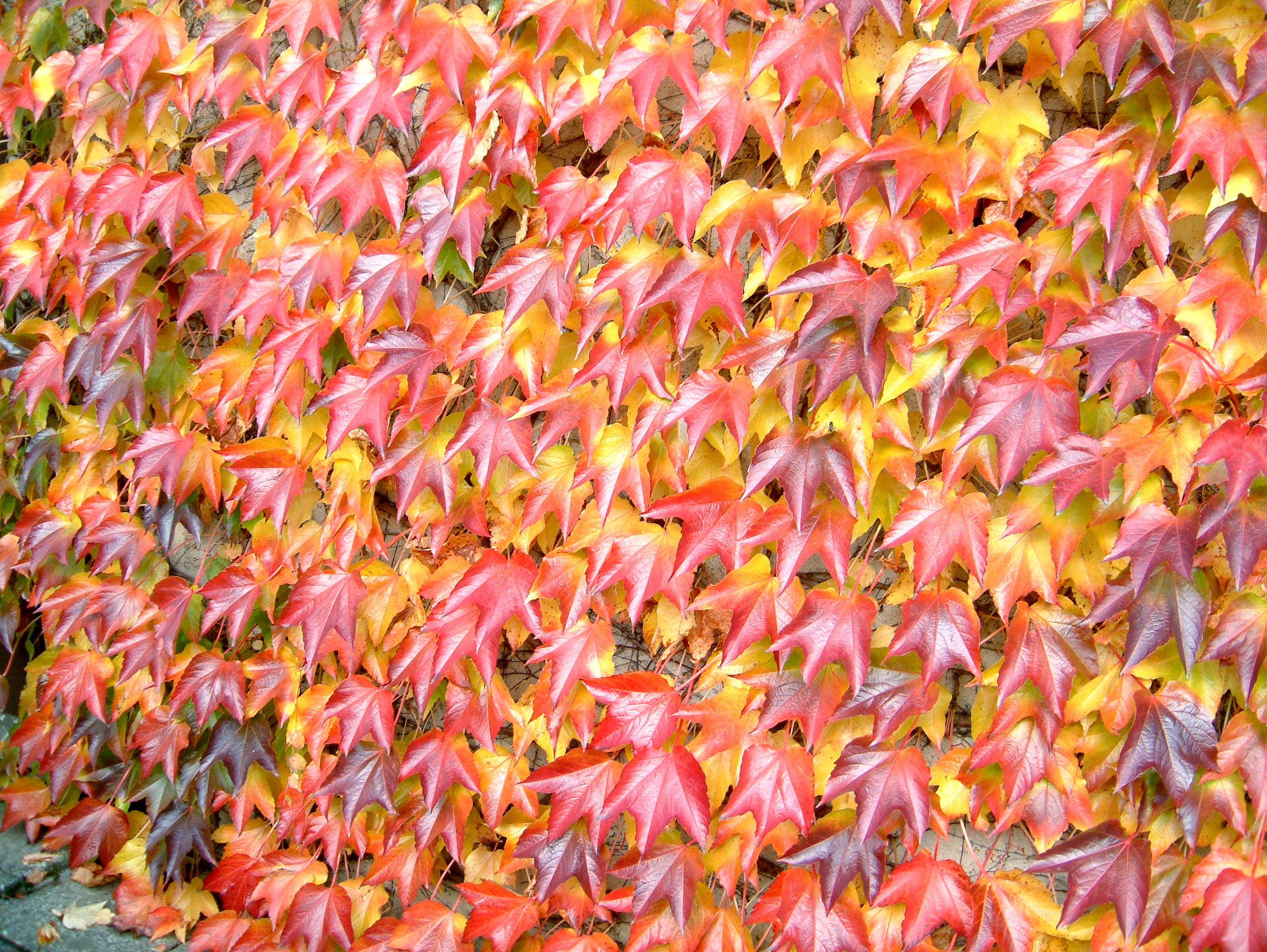
Сорт 'Green Spring', осенняя окраска листвы

## Синонимы
Синонимика вида по данным www.efloras.org:
- Ampelopsis tricuspidata Siebold & Zucc.
- Cissus thunbergii Siebold & Zucc.
- Parthenocissus thunbergii (Siebold & Zucc.) Nakai
- Psedera thunbergii (Siebold & Zucc.) Nakai
- Psedera tricuspidata (Siebold & Zucc.) Rehder
- Quinaria tricuspidata (Siebold & Zucc.) Koehne
- Vitis inconstans Miq.
- Vitis taquetii H.Lév.
- Vitis thunbergii (Siebold & Zucc.) Druce (1917), not Siebold & Zucc. (1845).

Разновидность: Parthenocissus tricuspidata var. ferruginea W.T.Wang.
Germplasm Resources Information Network, NCBI, ITIS и USDA NRCS описывают вид как Parthenocissus tricuspidata (Siebold & Zucc.) Planch.